# Les Ailes du délire
Les Ailes du délire (Lisa the Skeptic) est le 8e épisode de la saison 9 de la série télévisée d'animation Les Simpson.

## Synopsis
Un nouveau centre commercial va être construit sur un terrain où des ossements préhistoriques ont été découverts. Lisa a alors une idée : organiser une fouille archéologique sur place. Elle finit par trouver un squelette d'homme... ailé. Tout le monde est persuadé qu'il s'agit d'un ange... sauf Lisa, sceptique, rationaliste et incrédule.
Homer s'en empare mais tout le monde veut le voir. Il monte alors un commerce qui rapporte. Mais Lisa veut prouver que ce n'est pas un ange. Elle le fait analyser, sans succès. Alors qu'elle s'apprête à le démolir, l'ange disparaît. Tout le monde accuse Lisa mais lors de son procès, l'ange est repéré sur une colline et annonce que « La fin est pour le coucher du soleil ». Tout le monde se prépare à subir le Jugement dernier mais rien ne se passe. Il est dévoilé que la découverte de l'"ange" était une opération publicitaire pour l'ouverture du nouveau centre commercial.